# Parasmittina galerita
Parasmittina galerita är en mossdjursart som beskrevs av Ryland och Hayward 1992. Parasmittina galerita ingår i släktet Parasmittina och familjen Smittinidae. Inga underarter finns listade i Catalogue of Life.